# Ян Кар'ю
Ян Ринвельд Кар'ю (24 вересня 1920 — 6 грудня 2012) — прозаїк, драматург, поет і педагог, який народився у Гаяні, а у різний час жив у Нідерландах, Мексиці, Англії, Франції, Іспанії, Гані, Ямайці, Канаді та США.
Твори Кар'ю, різноманітні за формою та багатогранні, демонструють Яна Кар'ю важливим інтелектуалом карибського світу. Його поезія та перші два романи «Чорний Мідас» і «Дике узбережжя» (обидва опубліковані у 1958 році видавництвом Secker & Warburg у Лондоні) були визначними орієнтирами літератури Вест-Індії, яка тоді намагалася впоратися зі своїм колоніальним минулим і відстоювати своє прагнення до автономії.
Кар'ю працював із покійним президентом Чедді Джаганом у боротьбі за незалежність Гвіани. Він також відіграв важливу роль у русі чорношкірих, який набирав сили в Англії та Північній Америці, видаючи огляди та газети, створюючи програми та вистави для радіо та телебачення. Його наукові дослідження спонукали поставити під сумнів традиційну історіографію та панівні історичні моделі завоювання Америки. Його переосмислення Христофора Колумба як історичного персонажа поза межами міфічної агіографії, стало необхідним шляхом у його свідомості, щоб відбудувати карибський світ на міцнішій основі.

## Біографія

### Дитинство у Британській Гвіані
Ян Ринвельд Кар'ю народився 24 вересня 1920 року в Агріколі, прибережному селі який також називали Рим, у Британській Гвіані, південноамериканській колонії Британської імперії, яка згодом стане сучасною Гаяною. Він був середньою дитиною і єдиним сином Етель Робертсон й Алана Кар'ю. З 1924 до 1926 рік родина Кар'ю жила у США, але Ян зі старшою сестрою Сіселі повернулися до Гаяни після викрадення молодшої сестри Шейли у Нью-Йорку у 1926 році. У 1927 році дитину знайшли та повернули у сім'ю. Батько Кар'ю періодично жив у США та Канаді, деякий час працював у Канадській тихоокеанської залізниці, і таким чином перетнув американський континент від Галіфакса до Ванкувера. Його спогади підживлювали уяву юного Кар'ю.
З 1926 до 1938 рік він навчався в Гаяні, спочатку відвідував школу Агріколи Весліан, потім католицьку початкову школу, а потім середню школу Бербіс, канадську шотландську пресвітеріанську школу в Нью-Амстердамі. У 1938 році він склав Кембриджський іспит.
Після закінчення навчання у 1939 році він став викладачем середньої школи для дівчат Бербіс. Коли в Європі почалася Друга світова війна його призвали до Британської армії. До 1943 року він служив у полку берегової артилерії. З 1943 до 1944 рік він працював митником у Джорджтауні. У той час він опублікував свій перший текст у «Різдвяному щорічнику» і багато працював над живописом і малюнком. З 1944 до 1945 рік Кар'ю працював в Управлінні контролю за цінами в Порт-оф-Спейн, Тринідад.
Кар'ю відчував себе частиною карибського світу, який для нього складався з «острівного архіпелагу, країн Карибського узбережжя та Гаяни, Суринами та Каєнни». Він виявив парадоксальну єдність карибського способу життя в «послідовних хвилях культурного відчуження», які сформували карибський світогляд із «мозаїки культурних фрагментів — індіанських, африканських, європейських, азійських».

### Університетські роки
У віці 25 років він виїхав з Гаяни до США, де вивчав науку в Говардському університеті та Західному резервному університеті (1945—1948), але покинув, не закінчивши навчання. Пізніше Кар'ю навчався в Карловому університеті у Празі (1948—1950) і в Сорбонні у Парижі.

### Емігрантство та пізні роки
Під час того, що він назвав своїми «нескінченними подорожами», він жив у різний час у Нідерландах, Мексиці, Англії, Франції, Іспанії, Гані, Канаді та США. У 1951 році, перебуваючи у Нідерландах, він працював редактором багатомовного поетичного журналу «De Kim» (Амстердам). В Англії він виступав разом з Лоуренсом Олів'є та редагував «Kensington Post» у 1953 році. Він також працював телеведучим і письменником на BBC і читав лекції з расових відносин у Лондонському університеті. Він був першим редактором орієнтованого на чорношкірих видання «Magnet News», яке виходило у Лондоні з лютого 1965 року.
Він завжди підтримував свої зв'язки з Карибським басейном, у 1962 році працював директором культури в Британській Гвіані при адміністрації Джагана. За словами почесного професора Йоркського університету доктора Френка Бірбалсінга, «він був сильним прихильником покійного доктора Чедді Джагана та Народної прогресивної партії. Він був досить безстрашним, коли справа доходила до політики».
Між 1962 і 1966 роками Кар'ю жив на Ямайці зі своєю тодішньою дружиною Сильвією Вінтер, потім переїхав до Канади на кілька років, перш ніж оселитися у США. У 1965 році він працював редактором «African Review», у 1969 році став видавцем літературного журналу країн третього світу «Cotopax». Кар'ю викладав у Принстоні, Рутґерсі, Іллінойському Весліанському університеті, Гемпширському коледжі, Північно-Західному та Лінкольнському університетах і був емеритом афроамериканських досліджень у Північно-Західному університеті.
Ян Кар'ю помер у своєму домі у Луїсвіллі, штат Кентуккі, США, у віці 92 років, у нього залишилася дружина, доктор Джой Глісон, доньки Ліза Сент-Обін де Теран і Шантоба Еліза Кар'ю, а також його син Девід Крістофер Кар'ю.
У 2014 році посмертно вийшли друком мемуари Кар'ю «Мрії Потаро: Моя молодість у Гаяні». Задумана як перший том, що охоплює період від народження до 1939 року, коли Кар'ю втягнули у Другу світову війну, автор описав цю книгу як «призму», через яку він підходитиме до життя.

## Активізм

### Чорний рух і проблема культури
Кар'ю був піонером у галузі панафриканських досліджень. Деякі з відомих діячів, з якими був пов'язаний Кар'ю, це В. Е. Б. Дюбойс, Поль Робсон, Ленгстон Г'юз, Малколм Ікс, Кваме Нкрума, Ширлі Грем Дюбойс, Моріс Бішоп, Шейх Анта Діоп, Едвард Скобі, Джон Генрік Кларк, Цегає Медін Гейбр, Стерлінг Д. Пламп й Айван Ван Сертіма.

### Вторгнення до Гренади та переосмислення колоніальної історії
У своїй книзі «Гренада: Знову проб'є година» (1985), опублікованій через два роки після американського вторгнення в Гренаду, «Кар'ю розкопав і розкрив джерела незалежності в самій країні. [Книга] поверталася до боротьби бунтівних африканських полонених і не тільки до епічного опору корінного населення острова».

### Екологічні проблеми
Як зазначив Еусі Кваяна, Кар'ю «був екологом задовго до того, як це стало модним» і дав рекомендацію уряду Гаяни щодо міжнародної участі в мільйоні акрів лісових угідь у країні, що надихнуло Закон про Гаянську статутну книгу для забезпечення приблизно на 360 000 гектарів тропічного лісу з метою дослідження, щоб «надати Гаяні та міжнародній системі громад, методи та техніки сталого управління та використання різноманітних ресурсів тропічного лісу та збереження біологічного різноманіття, а також вирішення супутніх питань».

## Вибіркові літературні твори
Кар'ю писав романи, оповідання, п'єси, мемуари та іншу нехудожню літературу, а також дитячі оповідання та книги, але він залишається найвідомішим завдяки своєму першому роману «Чорний Мідас» (1958). Він був автором рецензій, статей, оповідань й есе у багатьох періодичних виданнях, зокрема «John O'London's Weekly», «Time and Tide», «Art News and Review», «New England Review» і «Bread Loaf Quarterly», «Нью-Йорк таймс», «Saturday Review», «New Statesman», «African Review», «The Listener», «Journal of African Civilizations», «Black Press Review», ""New Deliberations, «Journal of the Association of Caribbean Studies», «Black American Literature Forum», «Pacific Quarterly» та «Race & Class». Серед його численних робіт:

### Романи / повісті
- Black Midas (Лондон: Secker & Warburg, 1958; Peepal Tree Press, 2009,ISBN 978-1845230951); опубліковано як A Touch of Midas у США (Нью-Йорк: Coward, 1958, OCLC 1806950)
- The Wild Coast (Лондон: Secker & Warburg, 1958; Peepal Tree Press, 2009, ISBN 978-1845231101)
- The Last Barbarian (Лондон: Secker & Warburg, 1961, OCLC 5872031)[29]
- Moscow is Not My Mecca (Лондон: Secker & Warburg, 1964, OCLC 781971832); опубліковано як Green Winter (Stein &amp; Day, 1965, OCLC 933780002)
- The Riverman — повість (Трентон, Нью-Джерсі: Africa World Press, 1987)
- The Sisters — повість (Трентон, Нью-Джерсі: Africa World Press, 1987)
- The Sisters and Manco's Stories (Оксфорд: Macmillan Caribbean Writers, 2002, ISBN 978-0333975541)
- The Guyanese Wanderer: Stories (Луїсвіль, Кентукки: Sarabande Books, 2007, ISBN 978-1932511505)

### Поезія
- Streets of Eternity (приватне видання, 1952, OCLC 993640795)
- Sea Drums in My Blood (Трінідад: Нові голоси, 1981, OCLC 11707137)
- Return to Streets of Eternity (Smokestack Books, 2015, ISBN 978-0992740986)

### Художня література для підлітків/молоді
- Sons of the Flying Wing (Toronto: McClelland & Stewart, 1970)
- The Third Gift, illus. Leo and Diane Dillon (New York: Little Brown & Co., 1974, ISBN 978-0316128476)
- Children of the Sun, illus. Leo and Diane Dillon (New York: Little Brown & Co., 1980, OCLC 317304859)
- Stranger than Tomorrow: Three Stories of the Future (London: Longman, 1976, OCLC 440744211)
- Save the Last Dance for Me, and Other Stories, (London: Longman, 1976, OCLC 614575125)
- The Twins of Ilora (New York: Little, Brown 1977)
- The Lost Love, and Other Stories, Longman (London: Longman, 1978)
- The Man Who Came Back, Longman (London: Longman, 1979, OCLC 16475260)
- The Cat People, Longman (London: Longman, 1979, OCLC 8536408)
- Dark Night, Deep Water (London: Longman, 1981, OCLC 10669934)
- Dead Man's Creek: Two Stories (London: Longman, 1981, OCLC 10669872OCLC 873155438)
- House of Fear: Two Stories (London: Longman, 1981, OCLC 8469937)
- Don't Go Near the Water (London: Longman, 1982, OCLC 1008048809)
- Time Loop (London: Hutchinson Education, 1983, OCLC 16594619)
- Death Comes to the Circus (London: Hutchinson Education, 1983, OCLC 656092996)
- Computer Killer (London: Hutchinson Education, 1985, OCLC 12501734)

### Публіцистика
- Cry Black Power (Торонто: McClelland &amp; Stewart, 1970)
- Rope the Sun (Third Press, 1973)
- (Editor) Out of Time, illus. Howard Phillips (Кардіфф: Adult Basic Education Centre, 1975 р., OCLC 12144228)
- Indian and African Presence in the Americas (Атланта: Університет штату Джорджія, 1984, OCLC 869056075)
- Grenada: The Hour Will Strike Again (Прага: Міжнародна організація журналістів, 1985 р. ISBN 978-0828530811)
- Fulcrums of Change: Origins of Racism in the Americas and Other Essays (Трентон, Нью-Джерсі: Africa World Press, 1988, ISBN 978-0865430334)
- Ghosts in Our Blood: With Malcolm X in Africa, England and the Caribbean (Чикаго: Lawrence Hill Books, 1994, ISBN 978-1556522185)
- Rape of Paradise: Columbus and the Birth of Racism in the Americas (Бруклін: видавництво A & B, 1994; видавництво Seaburn, 2006, ISBN 978-1592320936)
- Potaro Dreams: My Youth in Guyana (Hansib Publications, 2014, ISBN 978-1906190644)
- Episodes in My Life: The Autobiography of Jan Carew — за редакцією Джой Глісон Кар'ю (Peepal Tree Press, 2015, ISBN 978-1845232450)

### Нариси
- «Being Black in Belorussia is Like Being from Mars» (Нью-Йорк таймс від 19 вересня 1971)
- «Look Bwana, in East Africa you carry a bicycle on the bus, eat crocodile tail and get to know the people who married the wind» (Нью-Йорк таймс від 24 жовтня 1971)
- «The Caribbean writer and exile» (Journal of Black Studies, Vol. 8, No. 4, 1978, pp. 453–475)
- «The fusion of African and Amerindian folk myths» (Caribbean Quarterly, Vol. 23, No. 1, 1977, pp. 7–21 and Bim, Vol. 16, No. 64, 1978, pp. 241–257)
- «Estevanico: The African Explorer» (Journal of African Civilizations, Vol. 3. No. 1, квітень 1981, pp. 86–99, OCLC 52742691)
- «Columbus and the origins of racism in the Americas: part one» (Race & Class, квітень 1988, Vol. 29: pp. 1–19)
- «Columbus and the origins of racism in the Americas: part two» (Race & Class, квітень 1988, Vol. 30: pp. 33–57, OCLC 57376471)
- «United We Stand! Joint Struggles of Native Americans and African Americans in the Columbian Era» (Monthly Review, Vol. 44, No. 3: липень–серпень 1992)
- «Columbus: a harbinger of slavery and racism» (The New York Amsterdam News, 11 липень 1992, pp. 2 & 29)
- «Moorish Culture-Bringers: Bearers of Enlightenment» (in Ivan Van Sertima, ed., Golden Age of the Moor, New Brunswick: Transaction Press, 1992, pp. 248–277, OCLC 945916328)
- «Culture and Rebellion» (Race & Class: Special issue — Black America: the street and the campus, Vol. 35, No. 1, липень — вересень 1993)
- «Jonestown revisited» (Eusi Kwayana, A New Look At Jonestown: Dimensions from a Guyanese Perspective, Carib House, 2016, OCLC 1013544834)[30]
- «The Ivory trade: The cruelest trade of all, white gold»
- «The Synergen project»
- «The Amaranth project»

### Радіоп'єси
- 1957: The River Man, BBC[31]
- 1958: The Legend of Nameless Mountain, BBC[32]
- 1958: Anancy and Tiger, BBC[33]
- 1960: The University of Hunger (разом із Сільвією Вінтер) BBC[34]
- 1968: Song of the Riverman, BBC Radio 3[35]

### Телеп'єси
- 1961: Велика гордість (з Сільвією Вінтер), ITV/Associated Television[36]
- 1961: The Day of the Fox, Associated Television[37] (у головній ролі Семмі Девіс-мол.)
- 1963: Exile from the Sun, Associated Television (ніколи не виконувалася)[20]
- 1963: The Baron of South Boulevard, Associated Television
- 1963: No Gown for Peter, Associated Television
- 1963: The Raiders, Associated Television
- 1963: The Smugglers, Associated Television
- 1963: A Roof of Stars, Associated Television
- 1963: The Conversion of Tiho, Associated Television
- 1969: Behind God's Back, Канадська телерадіомовна компанія

### П'єси
- Чорний Мідас — сценарій
- 1962: Miracle in Lime Lane (адаптація п'єси Ковентрі Тейлора) — поставлено в Спаніш-Тауні, Ямайка
- 1966: The University of Hunger (у трьох діях) — поставлено в Джорджтауні, Гаяна, в Джорджтаунському театрі
- 1967: Gentlemen Be Seated – знято в Белграді, Югославія
- 1970: Black Horse, Pale Rider (на дві дії) — Університет Вест-Індії, заочне відділення
- 1975: Behind God's Back – Carifesta, том 2
- 1987: The Peace Play

## Вибіркові нагороди
Серед низки нагород, які Кар'ю отримав за життя, варто відзначити:
- 1964: Премія «Дейлі міррор» за найкращу п'єсу (за «The Big Pride»)
- 1974: Премія Ради мистецтв Іллінойсу за художню прозу (за оповідання «Тай-Зек»)
- 1974: Сертифікат відмінності Американського інституту графічних мистецтв (за «The Third Gift»)
- 1977: Премія Дому Америк за поезію
- 1979: Премія Pushcart (за есе «The Caribbean writer and exile»)
- 1985: Меморіальна премія Волтера Родні від Асоціації досліджень Карибського басейну
- 1985: Премія Національного кіноінституту (за сценарій фільму «Чорний Мідас»)
- 1990: Видавнича премія Hansib
- 1991: Премія свободи імені Франца Фанона[38]
- 1998: Премія Пола Робсона (за «життя мистецтвом і політикою»)
- 2002: Нагорода Нкінкімського університету Кларка-Атланти
- 2003: Карибсько-канадська довічна творча премія від Карибсько-Канадської літературної виставки[18][39]
- 2008: Бронзова премія незалежного видавця за мультикультурну художню літературу (за «The Guyanese Wanderer»)